# Farsund
Farsund är en tätort och stad i Farsunds kommun i Agder fylke i södra Norge. Orten ligger vid fylkesväg 43, väster om Lyngdalsfjorden. Den utgör kommunens centralort såväl som största tätort.
Farsund fick handels- och sjöfartsrättigheter 1795. 1901 ödelades nästan hela staden i en stor brand. Fiske och sjöfart har varit huvudnäringarna.